# Ивановка (Сосковский район)
Ивановка — деревня в составе Алпеевского сельского поселения Сосковского района Орловской области России. В разное время входила в состав Кромского и Орловского уездов, Урицкого района.

## География
Расположена на холмах по обеим сторонам безымянного, почти пересохшего ручья, впадающего в реку Ицка, в 5 км от районного центра. В одном километре от деревни проходит автодорога Орёл — Нарышкино — Сосково.

## История
В списках населённых мест Российской империи за 1866 год упоминается как сельцо Ивановское, что означало наличие господского дома. В 1866 году в деревне насчитывалось 6 крестьянских дворов, в 1889 году — 11 дворов, в 1926 году — 42. Относилась к приходу церкви святого Николая Чудотворца села Щир (Сосково). Последними владельцами деревни были корнетша Похвиснева Наталья Петровна и капитан корпуса лесничих Трубицын Василий Семёнович.

## Население
| Годы      | 1866 | 1889 | 1926 | 2000 | 2010 |
| --------- | ---- | ---- | ---- | ---- | ---- |
| Население | 53   | 89   | 243  | 50   | 16   |